# Jeremiah Clemens
Jeremiah Clemens (28 tháng 12 năm 1814 - 21 tháng 5 năm 1865) là thượng nghị sĩ Hoa Kỳ và tiểu thuyết gia từ Huntsville, bang Alabama. Ông được bầu vào lấp khuyến sau cái chết của Dixon Hall Lewis, và phục vụ từ ngày 30 tháng 11 năm 1849 đến ngày 4 tháng 3 năm 1853. Clemens là tác giả của tác phẩm Tobias Wilson, một trong những tiểu thuyết Nội chiến Mỹ đầu tiên, và ông cũng là một trong những nhà văn đầu tiên của tiểu thuyết phương Tây.
Jeremiah Clemens được sinh ra tại Huntsville, bang Alabama vào ngày 28 tháng 12 năm 1814, ông là con trai của James Clemens, một thương gia và là người đã di cư đến Alabama với vợ Minerva (Mills) Clemens từ Pennsylvania bằng cách Kentucky trong thời gian ngắn trước khi sinh con trai họ. Clemens được giáo dục tốt cho thời gian của mình, tham dự các cựu học LaGrange trong Leighton, Alabama và Đại học Alabama trước khi học luật tại Đại học Transylvania. Ông bắt đầu sự hành nghề luật sư tại Huntsville vào năm 1834 và được bổ nhiệm làm Tổng chưởng lý cho các huyện phía Bắc Alabama năm 1838. Ông đã phục vụ một nhiệm kỳ (1839 - 1841) trong Hạ viện Alabama. Ông phục vụ trong quân đội Hoa Kỳ trong Chiến tranh Mexico và cuối cùng được thăng đại tá trong các tình nguyện viên Hoa Kỳ cho dịch vụ của mình.
Khi Dixon Hall Lewis qua đời do các biến chứng liên quan đến béo phì của ông Clemens được bầu bởi cơ quan lập pháp Alabama để hoàn thành nhiệm kỳ của ông là Thượng nghị sĩ Hoa Kỳ đến từ Alabama, phục vụ từ ngày 30 tháng 11 năm 1849 đến tháng năm 1853. Sau khi nhiệm kỳ của ông, ông chuyển tới Memphis, Tennessee do đến lợi ích kinh doanh, đặc biệt là các đồng sở hữu của một tờ báo, The Memphis Eagle và Enquirer, mà ông cũng chỉnh sửa.
xxxxtrái|nhỏ|Jeremiah Clemens (1814 - 1865)]]
Mặc dù đảng Dân chủ Clemens là một đoàn viên trung thành trong quan điểm chính trị của ông đã lập luận rằng nói chuyện về sự ly khai nên được hoãn lại cho đến khi thời gian như Abraham Lincoln đã nói giải thoát những người nô lệ (một vị trí mà các học viên đã được biết đến như là "chờ đợi và nhà tiên tri" ở miền Nam trước chiến tranh. Clemens từng là đại diện của Madison County, đại diện Alabama để ước Secession Alabama, nơi anh và như minded "chờ đợi và nhà tiên tri" của ông đã được outvoted trong một vụ lở đất bởi những người chủ trương ly khai. bởi vì kinh nghiệm quân sự của mình và xếp hạng ông được ủy Thiếu tướng quân đội của Alabama ngay sau lễ nhậm chức của Jefferson Davis, một vị trí thay thế bằng một chiến thuật trong quân đội miền Nam khi sáng tạo của nó, nhưng vào năm 1862, ông đã từ chức trách của ông hoàn toàn do sự phản đối chính trị của mình đối với cuộc chiến cho sự ly khai. ông không phục vụ trong quân đội Liên minh chống lại Alabama, nhưng ông không giấu giếm quan điểm ủng hộ Liên minh của mình và đã viết cho các thành viên khác nhau của chính quyền Lincoln và Bộ chiến tranh Hoa Kỳ tư vấn cho họ về cách tốt nhất để xoa dịu miền Nam một cách hòa bình và làm thế nào để đối phó với Tái thuận thất bại không thể tránh khỏi của Liên minh. Cái chết của ông do các nguyên nhân tự nhiên vào ngày 21 tháng 5 năm 1865, đã đến quá sớm cho ông để có một vai trò tích cực trong việc hòa giải dân tộc.
Clemens đã viết được bảy cuốn tiểu thuyết. Đó là các cuốn Bernard Lile, Mustang Gray: A Romance (1858), REMARKS OF MESSRS CLEMENS BUTL, RIVALS, The Rivals: A Tale of the Times of Aaron Burr and Alexander Hamilton (1860), BERNARD LILE AN HISTORICAL ROM và Letter from Hon. Jere. Clemens.
Jeremiah Clemens là anh em họ xa của Samuel Langhorne Clemens và tốt hơn là được biết đến như tác giả Mark Twain.